# 帕島
44°29′N 14°58′E / 44.483°N 14.967°E

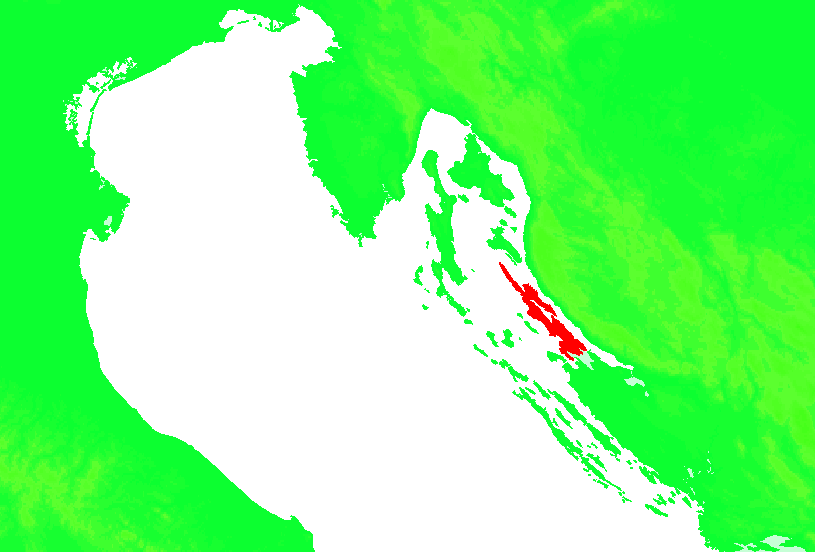
帕島的位置

帕島（克羅埃西亞語:Pag、拉丁語:Pagus、義大利語:Pago、德語: Baag）是克羅埃西亞的一個島嶼。位於亞德里亞海北部。帕島地勢細長，面積304平方公里，在達爾馬提亞群島中位列第五。島上人口7,969人（2001年）。